# Rzęsistek świński
Rzęsistek świński (Trichomonas suis) - należy do królestwa protista, wywołuje u świń chorobę pasożytniczą rzęsistkowicę. Jest pasożytem kosmopolitycznym. Jest kształtu owalnego, czasem wrzecionowatego. Długość 12-25 µm. Szerokość 5-11 µm.